# بابا اسمیت
بابا اسمیت با نام کامل چارلز آرون «بابا» اسمیت (انگلیسی: Bubba Smith؛ ۲۸ فوریهٔ ۱۹۴۵ – ۳ اوت ۲۰۱۱) یک بازیگر حرفه‌ای فوتبال آمریکایی و نیز هنرپیشه اهل ایالات متحده آمریکا بود.
از باشگاه‌هایی که در آن بازی کرده‌است می‌توان به اوکلند ریدرز اشاره کرد.
از فیلم‌های او می‌توان به طلوع ماه سیاه، سکوت ژامبون‌ها، دانشکده پلیس، دانشکده پلیس ۲، دانشکده پلیس ۳ و دانشکده پلیس ۴ اشاره نمود.